# Mariusz Siudek
Mariusz Siudek (Oświęcim, 29 aprile 1972) è un ex pattinatore artistico su ghiaccio e allenatore di pattinaggio su ghiaccio polacco che gareggiava nella specialità delle coppie insieme a Dorota Zagórska.

## Biografia
Mariusz Siudek iniziò a pattinare nel 1978. All'inizio della sua carriera agonistica nel pattinaggio di figura gareggiava nel singolo, poi nel 1989 passò alle coppie prima con Beata Zielinska, poi con Beata Gluchowska, ed infine dal 1995 con Dorota Zagórska. 
La coppia Zagórska-Siudek ha vinto una medaglia di bronzo ai campionati mondiali di pattinaggio di figura nel 1999, due medaglie d'argento ai campionati europei di pattinaggio di figura (1999, 2000) e un'altra medaglia di bronzo agli europei del 2004.
I due sono stati i primi pattinatori polacchi ad entrare nelle Finali della serie senior Grand Prix nel 2000, bissando il risultato nel 2003.
Oltre che sul ghiaccio, i due pattinatori sono una coppia anche nella vita privata. Si sono sposati nel 2001. Nel 2003 si sono trasferiti in Canada, a Montréal, dove si sono allenati con Richard Gauthier.
Si sono ritirati nel 2007 per dedicarsi all'allenamento, a Toruń, di Stacey Kemp e David King.

## Palmarès

### Con Dorota Zagórska
| Risultati                                                                                                   | Risultati      | Risultati      | Risultati      | Risultati      | Risultati      | Risultati      | Risultati      | Risultati      | Risultati      | Risultati      | Risultati      | Risultati      | Risultati      |
| InternaZionalI                                                                                              | InternaZionalI | InternaZionalI | InternaZionalI | InternaZionalI | InternaZionalI | InternaZionalI | InternaZionalI | InternaZionalI | InternaZionalI | InternaZionalI | InternaZionalI | InternaZionalI | InternaZionalI |
| Evento | 1994–95        | 1995–96        | 1996–97        | 1997–98        | 1998–99        | 1999–00        | 2000–01        | 2001–02        | 2002–03        | 2003–04        | 2004–05        | 2005–06        | 2006–07        |
| --- | -------------- | -------------- | -------------- | -------------- | -------------- | -------------- | -------------- | -------------- | -------------- | -------------- | -------------- | -------------- | -------------- |
| Giochi olimpici invernali                                                                                   |                |                |                | 10°            |                |                |                | 7°             |                |                |                | 9°             |                |
| Campionati mondiali                                                                                         | 16°            | 13°            | 8°             | 5°             | 3°             | 5°             | 6°             | 6°             | 7°             | 6°             | 7°             | 9°             | r              |
| Campionati europei                                                                                          | 9°             | 6°             | 7°             | 4°             | 2°             | 2°             | R              | 4°             | 4°             | 3°             |                | 5°             | 3°             |
| GP Finale                                                                                                   |                |                |                |                |                |                | 4°             |                | 5°             |                |                |                |                |
| GP Cup of China                                                                                             |                |                |                |                |                |                |                |                |                | 4°             |                | 3°             | 5°             |
| GP Cup of Russia                                                                                            |                |                | 6°             | 4°             | 4°             |                | 3°             | 4°             | 4°             |                | R              | 3°             | 4°             |
| GP Lalique (Trophée de France)                                                                              |                | 8°             |                |                |                | 3°             | 5°             | R              |                |                |                |                |                |
| GP Nations Cup Sparkassen/Bofrost                                                                           |                |                | 6°             |                |                | 4°             |                |                | 3°             |                |                |                |                |
| GP NHK Trophy                                                                                               |                |                | 7°             |                |                | 3°             |                | 3°             | 2°             | 3°             | 3°             |                |                |
| GP Skate America                                                                                            |                |                |                |                |                |                |                |                |                |                |                |                | 2°             |
| GP Skate Canada                                                                                             |                |                |                | 4°             |                |                | 4°             |                |                | 3°             | 3°             |                |                |
| Goodwill Games                                                                                              |                |                |                | 3°             |                |                |                | 2°             |                |                |                |                |                |
| Ondrej Nepela Trophy                                                                                        |                |                |                | 1°             |                |                | 1°             |                |                |                |                |                |                |
| Nebelhorn Trophy                                                                                            |                | 4°             |                | 4°             |                |                |                |                |                |                |                |                |                |
| Skate Israel                                                                                                |                | 6°             |                |                | 1°             |                |                |                |                |                |                |                |                |
| PFSA Trophy                                                                                                 |                |                | 1°             |                |                |                |                |                |                |                |                |                |                |
| Universiadi                                                                                                 | 2°             |                |                |                |                |                |                |                |                |                |                |                |                |
| Nazionali                                                                                                   |                |                |                |                |                |                |                |                |                |                |                |                |                |
| Campionati polacchi                                                                                         | 1°             | 1°             | 1°             | 1°             | 1°             | 1°             |                | 1°             | 1°             | 1°             |                |                |                |
| GP = Gare entrate nel circuito Champions Series nel 1995–96; rinominato Grand Prix nel 1998–99 R = Ritirati |                |                |                |                |                |                |                |                |                |                |                |                |                |

### Con Marta Głuchowska
| Risultati           | Risultati      |
| Internazionali      | Internazionali |
| Evento              | 1993–94        |
| ------------------- | -------------- |
| Campionati mondiali | 22°            |
| Campionati europei  | 12°            |
| Nazionali           |                |
| Campionati polacchi | 1°             |

### Con Beata Zielińska
| Internazionali      | Internazionali | Internazionali |
| Evento              | 1991–92        | 1992–93        |
| ------------------- | -------------- | -------------- |
| Campionati mondiali |                | 17°            |
| Campionati europei  | 10°            | 9°             |
| Piruetten           |                | 5°             |
| Nazionali           |                |                |
| Campionati polacchi | 1°             | 1°             |

### Con Beata Szymłowska
| Internazionali      | Internazionali | Internazionali | Internazionali |
| Evento              | 1988-89        | 1089-90        | 1990-91        |
| ------------------- | -------------- | -------------- | -------------- |
| Campionati mondiali | 9°             |                | 10°            |
| Nazionali           |                |                |                |
| Oświęcim Region Cup |                | 1° J.          |                |